# Rampjaar

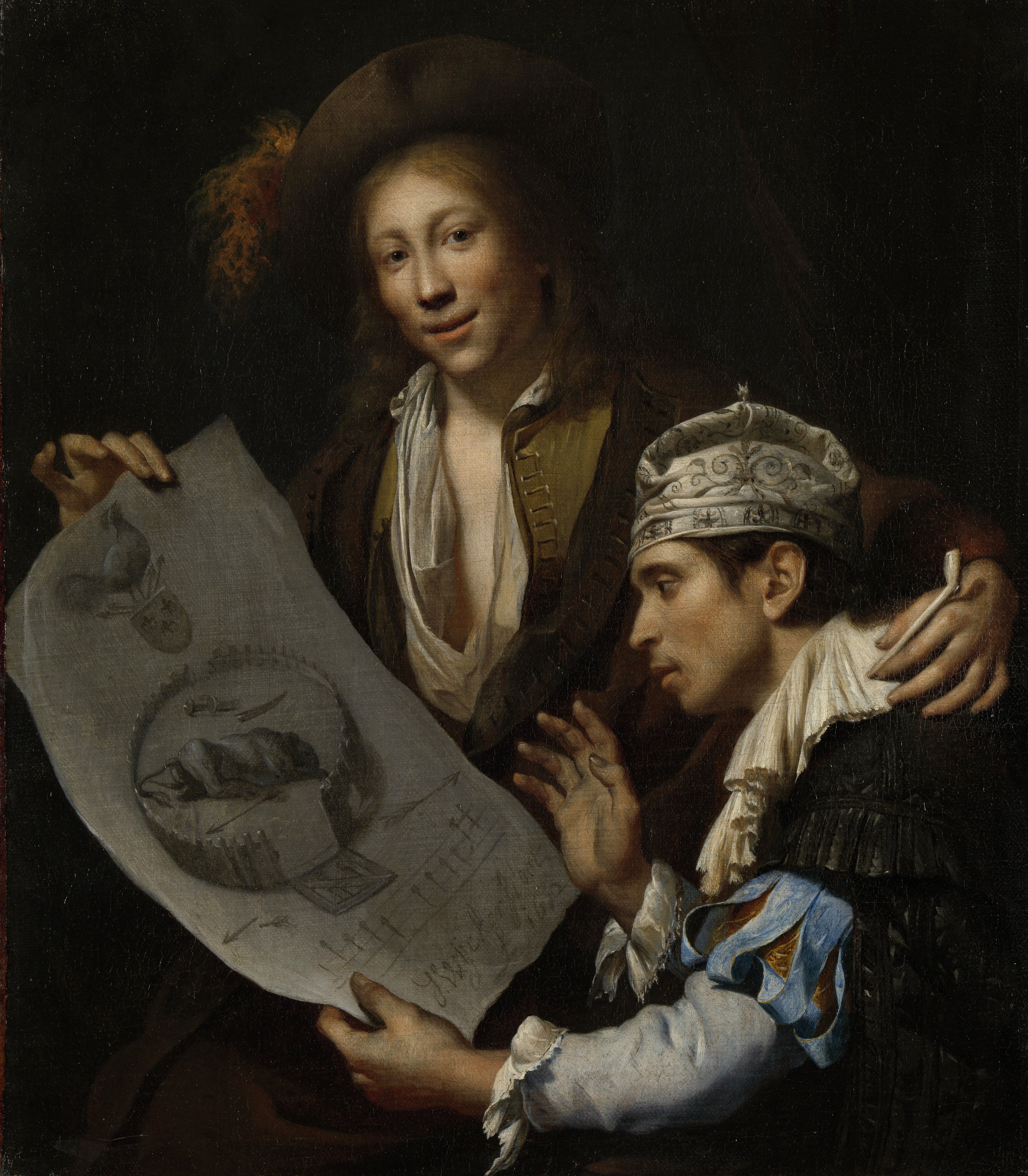
Allégorie de l'année désastreuse par Johannes van Wijckersloot (1673). Dans ce tableau allégorique, un jeune orangiste montre à un régent, qui porte un bonnet de nuit, un dessin allégorique. Sur ce dessin, le lion représentant les Pays-Bas se trouve dans un jardin hollandais, un symbole traditionnel de la sûreté et de l'intégrité de la province de Hollande qui orne beaucoup de bâtiments publics. Le lion est présenté comme lâche et faible, ses sept flèches (qui représentent les provinces) éparpillées et son épée cassée, tandis que la palissade entourant le jardin est déjà rompue. En haut du dessin, un coq gaulois, perché sur trois fleurs-de-lys et quatre flèches capturées, chante triomphalement. La morale est que les régents auraient dû écouter les avertissements des orangistes sur la menace représentée par le roi Louis XIV de France.

Le rampjaar (en français, « année désastreuse ») est 1672, l'année de tous les désastres pour les Provinces-Unies. Dirigée par le grand-pensionnaire de Hollande, Jean de Witt, la république doit faire face à l'attaque concertée de la France, de l'Angleterre, de l'évêché de Münster (Christoph Bernhard von Galen) et de celui de Cologne (Maximilien-Henri de Bavière). Un dicton néerlandais décrit bien l'apathie générale dans la république : « redeloos, radeloos, reddeloos » (« Sans tête, sans espoir, sans salut »).
Malgré le choc initial et le succès de leur invasion de l'est de la République, les Anglais, les Français et les Allemands sont finalement repoussés. De plus, Michiel de Ruyter défait plusieurs fois la marine anglaise en 1673.
Le traité de Westminster de 1674, signé avec les Anglais, puis les traités de Nimègue, signés avec les Français en 1678-1679, mettent fin à la guerre.